# Chimamanda Ngozi Adichie
Chimamanda Ngozi Adichie (Abba, Enugu, 15 de septiembre de 1977) es una escritora, novelista y dramaturga feminista nigeriana. En sus obras reivindica sus raíces africanas, habla de temas como los prejuicios, el racismo, la violencia y la discriminación.

## Biografía

### Formación Académica

#### Orígenes y primeros años
Ngozi nació en 1977 en Nigeria, en una familia de ascendencia igbo, uno de los principales grupos étnicos del país. La cultura igbo cuenta con una rica herencia cultural y lingüística que ha influido significativamente en la historia y la identidad de Nigeria. Su familia valoraba la educación y la cultura, lo que tuvo un impacto duradero en la vida de Chimamanda. Sus padres, Grace y James Ifeoma Nwoye Adichie, se trasladaron a Nsukka, un pequeño pueblo donde su padre ocupó el cargo de profesor de estadística en la Universidad de Nigeria. Chimamanda creció inmersa en un entorno académico que fomentaba la curiosidad y el aprendizaje, rodeada de libros que le presentaron tanto las historias africanas como las occidentales. Su hogar en Nsukka tenía un significado especial, ya que era la misma casa en la que había vivido Chinua Achebe, una figura clave en la literatura africana, cuyo trabajo influyó profundamente en el desarrollo de la joven escritora. Desde temprana edad, Adichie mostró un interés innato por las historias, leyendo con voracidad y comenzando a escribir sus propios relatos.

#### Primeros estudios en Nigeria
La educación primaria y secundaria de Adichie se llevó a cabo en escuelas vinculadas a la Universidad de Nigeria en Nsukka. Allí destacó no solo por su notable inteligencia, sino también por su pasión hacia la literatura, lo que le valió numerosos premios académicos y el reconocimiento de sus maestros. Durante esta etapa, sus lecturas fueron diversas, oscilando entre autores clásicos de Occidente y escritores africanos, lo que le ayudó a desarrollar una perspectiva amplia y crítica desde una edad temprana.
A los 19 años, siguiendo el deseo de su familia de que eligiera una carrera profesional considerada respetable y estable, Adichie se inscribió en la Facultad de Medicina y Farmacia de la misma universidad. Sin embargo; aunque cumplía con las expectativas familiares, su interés por la escritura crecía. Con el tiempo, se dio cuenta de que su verdadera pasión estaba en contar historias, por lo que decidió abandonar esta trayectoria académica y buscar su camino en la literatura. Esta decisión fue difícil y arriesgada, pero marcó el inicio de una carrera que la llevaría a convertirse en una de las voces más importantes de su generación.

#### Transición a Estados Unidos: Universidad de Drexel
En busca de mayores oportunidades académicas, Adichie se trasladó a Estados Unidos gracias a una beca de la Fundación MacArthur, destinada a apoyar a estudiantes con talento excepcional. Se inscribió en la Universidad de Drexel, en Filadelfia, donde estudió Comunicación y Ciencias Políticas. Esta etapa marcó un punto de inflexión en su vida personal y profesional, ya que le permitió sumergirse en un entorno multicultural y diverso que ampliaría significativamente su perspectiva. Durante este tiempo, comenzó a experimentar de manera más directa las diferencias culturales y las tensiones raciales, temas que más adelante abordarían sus obras literarias con profundidad y sensibilidad.

#### Maestría en Escritura Creativa en Johns Hopkins
En 2003, la escritora tomó un paso importante en su formación como escritora al obtener una Maestría en Escritura Creativa de la universidad Johns Hopkins. Este programa no solo le proporcionó una base teórica en la construcción narrativa, sino que también le permitió refinar su estilo y explorar nuevas formas de expresión literaria. La maestría le ofreció la oportunidad de trabajar directamente con escritores experimentados y recibir retroalimentación sobre sus propios textos, lo que fortaleció su confianza y sus habilidades. Durante este tiempo, Adichie desarrolló un enfoque narrativo distintivo, caracterizado por su capacidad para entrelazar temas complejos como la identidad, el género y la historia con un estilo claro y evocador.
Además, su experiencia en este programa le permitió conocer a escritores de diversas nacionalidades y entablar discusiones profundas sobre literatura global, lo que enriqueció su perspectiva como narradora. Esta formación resultó clave en su crecimiento profesional, ayudándola a desarrollar personajes complejos y emocionalmente resonantes que han cautivado a lectores de todo el mundo.

#### Estudios Africanos en Yale
En 2008, Adichie continuó expandiendo su comprensión de las raíces culturales y políticas de África al obtener una Maestría en Estudios Africanos en la prestigiosa Universidad de Yale. Este programa académico le brindó una oportunidad única para explorar en profundidad la historia, la política y las dinámicas sociales del continente africano, temas que ya estaban presentes en su obra, pero que adquirieron una mayor profundidad tras estos estudios.
Durante este tiempo, se interesó particularmente en los procesos históricos y los conflictos que han moldeado la identidad africana moderna, centrándose especialmente en eventos como la Guerra de Biafra, un tema central en su novela "La mitad de un sol amarillo". La experiencia en Yale también le permitió participar en debates académicos con expertos de todo el mundo, lo que enriqueció su comprensión de la relación entre África y la diáspora.
El conocimiento adquirido en Yale se convirtió en una parte integral de su narrativa, fortaleciendo su compromiso con la representación auténtica de las realidades africanas y de las experiencias de quienes, como ella, han vivido entre culturas. La autora considera este período como una etapa transformadora que consolidó su papel no solo como escritora, sino también como cronista de las historias de África y su comunidad.

## Trayectoria literaria
La trayectoria profesional de Chimamanda Ngozi Adichie es un reflejo de su talento literario y su compromiso con la representación auténtica de las experiencias africanas, así como de su voz fuerte en temas de género e identidad. A continuación, exploramos en detalle cómo ha evolucionado su carrera, desde sus primeras publicaciones hasta su influencia internacional.

### Primeros Pasos: Publicación de "La flor púrpura" (2003)
Adichie comenzó su carrera literaria con su primera novela, La flor púrpura (Purple Hibiscus), publicada en 2003. Esta obra explora las complejidades de una familia nigeriana en medio de tensiones religiosas y políticas. Ambientada en un periodo de agitación social, la novela sigue a Kambili, una joven que vive bajo la estricta autoridad de su padre, un devoto católico y patriarca. Con una narrativa cautivadora,la autora examina temas como la religión, el poder y la libertad personal en un contexto cultural africano. La novela fue recibida con entusiasmo por la crítica y fue nominada al Premio Booker, además de ganar el The Commonwealth Writers' Prize for Best First Book, lo que le otorgó reconocimiento internacional.

### Consolidación Literaria:Medio sol amarillo(2006)
Su segunda novela, Medio sol amarillo (Half of a Yellow Sun), se publicó en 2006 y consolidó a Adichie como una de las escritoras más destacadas de su generación. La novela aborda la Guerra de Biafra (1967-1970), un conflicto en Nigeria que impactó profundamente a la población igbo, a la que pertenece Adichie. A través de sus personajes, la escritora explora el impacto de la guerra en la vida cotidiana y muestra cómo los conflictos bélicos afectan las relaciones humanas y la identidad nacional. La obra fue galardonada con el Women’s Prize for Fiction en 2007 (antes conocido como el Orange Prize for Fiction), y fue adaptada al cine en 2013. Este éxito ayudó a que Adichie fuera reconocida globalmente, consolidando su posición en la literatura mundial.

### Expansión de Temáticas:Americanah(2013)
Americanah, su tercera novela, publicada en 2013, profundiza en la experiencia de la diáspora africana a través de la historia de Ifemelu, una joven nigeriana que se muda a Estados Unidos. La novela explora temas de raza, identidad y pertenencia, y critica la visión estereotipada que muchos occidentales tienen sobre África. Americanah recibió el National Book Critics Circle Award y fue alabada por su tratamiento honesto y profundo de la identidad racial en contextos diversos. A través de Ifemelu,la autora cuestiona la experiencia de los inmigrantes africanos en Occidente y ofrece una perspectiva única sobre la cultura africana y las dificultades de adaptarse a una nueva sociedad sin perder la identidad propia. Esta obra también fue adaptada como serie de televisión, con Lupita Nyong'o como productora y protagonista, lo cual subraya el impacto duradero de la novela en el ámbito cultural.

### Expansión a Ensayos: Todos deberíamos ser feministas (2014)
En 2014, Adichie publicó el ensayo Todos deberíamos ser feministas (We Should All Be Feminists), basado en una charla TED que había dado en 2012. Este ensayo, que se convirtió en un manifiesto del feminismo moderno, analiza el concepto de género y la desigualdad en África y en el mundo. La influencia de este texto fue tal que se distribuyó en escuelas suecas como material obligatorio de lectura para estudiantes. La obra reafirmó el compromiso de la escritora con el feminismo y la igualdad de género, posicionándola como una voz influyente en el movimiento feminista global. También abrió el camino para que publicara Querida Ijeawele, o Cómo educar en el feminismo en 2017, una carta dirigida a una amiga sobre cómo criar a su hija en un entorno igualitario.

### Impacto Global
Además de su éxito literario, ha sido invitada a participar en conferencias y eventos en diversas universidades e instituciones de renombre, incluyendo Harvard, Oxford y la ONU, donde ha hablado sobre temas de identidad, feminismo y representación. Su participación en el evento de TED, titulado El peligro de una sola historia (2009), es una de las charlas TED más vistas y utiliza su propia experiencia para hablar sobre cómo los estereotipos simplistas afectan la percepción global de África. Esta participación la ha hecho una voz reconocida en la conversación global sobre la importancia de la diversidad en las narrativas.

## Aportes a la Cultura y Sociedad

### Revalorización de la Identidad Africana
Uno de los mayores aportes de Adichie ha sido la revalorización de la identidad africana en la literatura y el arte. A través de sus novelas y ensayos, ha desafiado las representaciones estereotipadas de África y ha ofrecido una visión auténtica y compleja de su país natal, Nigeria. En su novela Medio sol amarillo, que explora las devastadoras consecuencias de la Guerra de Biafra, Adichie destaca la rica diversidad de las culturas africanas y la resiliencia de su gente en tiempos de adversidad. Además, en Americanah, aborda la experiencia de la diáspora africana en Occidente y los desafíos de vivir entre dos culturas. Estos relatos han ayudado a fomentar una comprensión más profunda y matizada de las realidades africanas entre los lectores de todo el mundo.

### Promoción del Feminismo e Igualdad de Género
Adichie ha sido una de las voces contemporáneas más influyentes en el movimiento feminista global. En su ensayo Todos deberíamos ser feministas, basado en su popular charla TED de 2012, Adichie redefine el feminismo y lo presenta como una causa común, accesible y relevante para todos. Su obra ha ayudado a abrir un diálogo sobre el papel de las mujeres en la sociedad, la importancia de la igualdad de género y la necesidad de desafiar los roles de género tradicionales. La influencia de este ensayo fue tan significativa que el gobierno de Suecia lo incluyó como lectura obligatoria en las escuelas secundarias, demostrando su impacto en la educación de la próxima generación. Adichie también publicó Querida Ijeawele, o cómo educar en el feminismo, un manifiesto que aborda cómo educar a las niñas en igualdad y que ha sido adoptado como una guía para padres y madres en todo el mundo.

### Visibilidad y Representación de la Experiencia de la Diáspora Africana
En Americanah, Adichie aborda el tema de la diáspora africana en Estados Unidos y la identidad racial en un contexto multicultural. A través de su personaje principal, Ifemelu; además, explora los desafíos de ser un inmigrante africano en Occidente, el racismo cotidiano y las dificultades de mantener la identidad propia mientras se intenta adaptar a una nueva cultura. Su novela ofrece una perspectiva única sobre lo que significa ser "africano en América", destacando las experiencias de alienación y pertenencia que muchos migrantes africanos enfrentan. Este enfoque ha ayudado a crear un espacio en la literatura para las historias de la diáspora africana, promoviendo una mayor comprensión y empatía hacia la experiencia de los inmigrantes africanos en Occidente.

### Lucha Contra el Estereotipo y la “Historia Única”
Adichie ha criticado abiertamente lo que denomina "la historia única"; la inclinación a simplificar las complejas realidades de culturas; y personas; en una sola narrativa. En su charla TED de 2009, El peligro de una sola historia; Adichie explica cómo las representaciones limitadas; y simplistas; de África en los medios; y la literatura; han distorsionado la percepción de la realidad africana. A través de su propia escritura; y sus discursos públicos; ha trabajado para contrarrestar estos estereotipos; promoviendo una representación más amplia; y precisa; de África. Su llamado a comprender las múltiples historias; y perspectivas; que existen dentro de cualquier cultura; o comunidad; ha sido influyente no solo en el ámbito literario; sino también en la educación; y los medios de comunicación.

## Obras
Las obras de Chimamanda Ngozi Adichie destacan por su riqueza narrativa, su profunda introspección en temas de identidad, feminismo, guerra y diáspora, y su capacidad para conectar con lectores de todo el mundo. Adichie utiliza su escritura para desafiar percepciones estereotipadas y abrir diálogos sobre cuestiones complejas, lo que le ha asegurado un lugar entre los autores contemporáneos más influyentes. A continuación, se presentan sus obras principales y sus contribuciones únicas.

### Medio sol amarillo(2006)
La novela más emblemática de Adichie, Medio sol amarillo (Half of a Yellow Sun), es un retrato cautivador de la Guerra de Biafra en Nigeria, un conflicto brutal que tuvo lugar entre 1967 y 1970. En esta obra, Adichie entrelaza las vidas de tres personajes: Olanna, una mujer de clase alta profundamente marcada por el conflicto; Ugwu, un joven sirviente reclutado como soldado; y Richard, un expatriado británico enamorado de la hermana de Olanna. A través de esta narrativa, la autora ofrece una visión cruda y conmovedora de los estragos de la guerra y los desafíos de la identidad. Medio sol amarillo no solo ganó el prestigioso Orange Prize for Fiction, sino que también fue adaptada al cine en 2013, un logro que amplió su alcance y llevó su poderosa historia a un público aún mayor.

### La flor púrpura (2003)
La flor púrpura (Purple Hibiscus), publicada en 2003 , marcó el debut literario de Adichie y rápidamente consolidó su talento en el panorama literario internacional. Esta novela explora la historia de Kambili, una joven de 15 años que vive en Nigeria bajo el control opresivo de su padre, un devoto religioso y respetado hombre de negocios. A medida que Kambili y su hermano visitan a su tía, experimentan por primera vez un entorno de libertad, donde comienzan a cuestionar la estricta educación recibida. La flor púrpura explora temas de represión, libertad y religión, y fue finalista del Premio Booker, además de ganar el Commonwealth Writers' Prize.

### Americanah (2013)
En 2013, publicó Americanah, una novela que aborda la experiencia de la diáspora africana y los desafíos de vivir entre culturas. La protagonista, Ifemelu, es una joven nigeriana que se muda a Estados Unidos, donde se enfrenta a las complejidades del racismo y la adaptación a una nueva cultura. Al regresar a Nigeria años después, Ifemelu se da cuenta de que su identidad se ha transformado irrevocablemente. Americanah explora temas de identidad racial, alienación y pertenencia, y ha sido aclamada por su profunda exploración de la identidad africana en el extranjero. Esta obra recibió el National Book Critics Circle Award y fue seleccionada para una adaptación en una serie de televisión, lo cual refuerza su relevancia en el ámbito cultural contemporáneo .

### Cuentos
- Algo alrededor de tu cuello (2009)[32]

### Ensayos
- "El peligro de una sola historia"[33]The Danger of a Single Story (2009); en esta famosa charla TED, Adichie reflexiona sobre el impacto negativo de reducir culturas y personas a una sola narrativa. Esto ha distorsionado la percepción global de África; su discurso es uno de los más vistos de TED. Ha sido ampliamente elogiado por su mensaje de inclusión; y empatía; llama a una mayor apertura en la representación cultural.

- "Todos deberíamos ser feministas" [34]We Should All Be Feminists (2014); basado en su charla TED de 2012. Este ensayo se ha convertido en un manifiesto del feminismo moderno; ha sido traducido a múltiples idiomas; y utilizado en contextos educativos en todo el mundo. Adichie redefine el feminismo como una causa común; accesible; y relevante. Abre un diálogo sobre la igualdad de género; ha resonado a nivel global.
- Querida Ijeawele, o cómo educar en el Feminismo Dear Ijeawele, or A Feminist Manifesto in Fifteen Suggestions (2017); esta obra se presenta en forma de carta. Adichie ofrece quince sugerencias a una amiga sobre cómo criar a su hija en igualdad; aborda de forma práctica el feminismo en la crianza. Es un recurso popular para padres; madres; y educadores interesados en promover una visión igualitaria de género en la educación.

- Notas sobre el duelo[35] Notes on Grief (2021); ensayo introspectivo. Adichie explora el duelo y el dolor que siente tras la pérdida de su padre. Este texto se aleja de sus habituales temáticas sociales y culturales; muestra una faceta más personal de la autora. Ofrece un profundo reflejo sobre el duelo; la familia; y el amor. Su estilo directo y emotivo en esta obra ha resonado con lectores que también han experimentado la pérdida.

## Premios y reconocimientos
El impacto de Chimamanda Ngozi Adichie en la literatura y la sociedad ha sido reconocido con numerosos premios y distinciones a lo largo de su carrera. Su obra ha recibido galardones como el Premio Commonwealth, el Women’s Prize for Fiction y el National Book Critics Circle Award. Además, ha sido incluida en listas prestigiosas como las 100 personas más influyentes del mundo por Time en 2015.
| Premio                                            | Año  | País                                              | Tipo                                                                |
| ------------------------------------------------- | ---- | ------------------------------------------------- | ------------------------------------------------------------------- |
| Commonwealth Writers' Prize al Mejor Primer Libro | 2005 | Reino Unido                                       | Premio Literario                                                    |
| Orange Prize for Fiction                          | 2007 | Reino Unido                                       | Premio Literario                                                    |
| National Book Critics Circle Award                | 2013 | Estados Unidos                                    | Premio Literario                                                    |
| American Academy of Arts and Letters              | 2008 | Estados Unidos                                    | Membresía Honorífica                                                |
| MacArthur Fellowship                              | 2008 | Estados Unidos                                    | Beca de la Fundación MacArthur ("Genius Grant")                     |
| Premio a la Excelencia de la ONU                  | 2019 | Naciones Unidas                                   | Premio de Derechos Humanos                                          |
| Homenaje en el Women’s Prize for Fiction          | 2020 | Reino Unido                                       | Homenaje Literario (por su impacto en el feminismo y la literatura) |
| Honorary Degree, University of Edinburgh          | 2017 | Reino Unido                                       | Reconocimiento Académico                                            |
| Honorary Doctorate, Duke University               | 2019 | Estados Unidos                                    | Reconocimiento Académico                                            |
| Wellek Prize for Theory and Critique              | 2021 | Estados Unidos (University of California, Irvine) | Premio Académico Literario                                          |